# Lastras de la Torre
Lastras de la Torre, también conocido como Lastras, para diferenciarla de Lastras de Teza, es una entidad local menor, formada por la localidad del mismo nombre situada en la provincia de Burgos, comunidad autónoma de Castilla y León (España), comarca de Las Merindades, partido judicial de Villarcayo, ayuntamiento de Valle de Losa. Se encuentra un monumento clasificado como Bien de Interés Cultural, que es La Torre.

## Geografía
Situado 5 km  al oeste de la capital del municipio, a 34  de Villarcayo, cabeza de partido, y a  107 de Burgos.

### Comunicaciones
- Carretera:  Autonómica BU-552 , a 1 km, donde circula la línea de autobuses Medina de Pomar-Quincoces de Yuso.

## Situación administrativa
En las  elecciones locales de 2007 correspondientes a esta entidad local menor concurre una sola candidatura, Independiente San Miguel (ISM), encabezada por Roberto Castresana Fernández.

## Demografía
Evolución de la población
| Gráfica de evolución demográfica de Lastras de la Torre entre 2000 y 2017 |
|                                                                           |
| Población de derecho (2000-2017) según el padrón municipal del INE        |

## Historia
Lugar de la Junta de Oteo en la Merindad de Losa perteneciente al Corregimiento de las Merindades de Castilla la Vieja, jurisdicción de realengo con regidor pedáneo.
A la caída del Antiguo Régimen queda agregado al ayuntamiento constitucional de Junta de Oteo, en el partido de Villarcayo perteneciente a la región de Castilla la Vieja.
Así se describe a Lastras de la Torre en el tomo X del Diccionario geográfico-estadístico-histórico de España y sus posesiones de Ultramar, obra impulsada por Pascual Madoz a mediados del siglo XIX:

Lugar en la provincia, diócesis, audiencia territorial y capitanía general de Burgos (17 leguas), partido judicial de Villarcayo (5) y ayuntamiento titulado de la junta de Oteo (1). Está situado en una loma, al pie de una cordillera donde le combaten con especialidad los vientos N y NO; el clima es bastante frío, y las enfermedades dominantes los cólicos y pulmonías. Tiene 32 casas de mala y antigua construcción; una fuente con dos caños de hierro, cuyas aguas cristalinas y exquisitas salen entre peñas al pie del pueblo; una iglesia parroquial (San Miguel) de la cual es aneja la de Vescolides, servida por un cura párroco y un sacristán cuyo curato se provee por el ordinario en hijos patrimoniales; un cementerio junto a la iglesia mal construido y pero situado; y por último una ermita (San Miguel) a 200 pasos del pueblo y colocada en una posición más elevada que este. Confina el término N valle de Relloso; E Quincoces de Yuso y Quincoces de Suso; S Oteo y Cabañes, y O Villabasil y Bescolides. El terreno es todo de secano, pasando por él el río denominado Río-seria, que solo lleva agua en los meses de invierno; hay montes poblados de robles, hayas, matas y otros arbustos, encontrándose también en el término abundantes canteras de piedra. Caminos: el que dirige desde las montañas de Santander a Rioja y provincias de Álava y Navarra. Producciones: trigo, cebada, avena, yeros, alholvas, habas y titos; ganado lanar, vacuno, caballar y cabrío; y caza de perdices, codornices y alguna que otra liebre. Industria: la agrícola y cría de ganado para la labranza. Población: 15 vecinos, 56 almas. Capital productivo: 291.310 reales. Imponible: 27.366.
Diccionario geográfico-estadístico-histórico de España y sus posesiones de Ultramar

## Parroquia
Iglesia de la Asunción de Nuestra Señora dependiente de la parroquia de Quincoces de Yuso en el Arciprestazgo de Medina de Pomar del Arzobispado de Burgos.